# Lista das obras de Friedrich Nietzsche
Esta é uma lista de escritos e outras composições de Friedrich Nietzsche.

## Obras de Nietzsche

### Escritos e filosofia
- Aus meinem Leben, 1858 (da minha vida)
- Über Musik, 1858 (na música)
- Napoleon III als Praesident, 1862 (Napoleon III como presidente)
- Fatum und Geschichte, 1862 (Destino e História)
- Willensfreiheit und Fatum, 1862 (Liberdade de Vontade e Destino)
- Kann der Neidische je wahrhaft glücklich sein?, 1863 (Os invejosos podem ser realmente felizes?)
- Über Stimmungen, 1864 (On Moods)
- Mein Leben, 1864 (minha vida)
- Homer und die klassische Philologie, 1868 (Homer e a Filologia Clássica)
- Über die Zukunft unserer Bildungsanstalten, 1872 (Sobre o futuro de nossas instituições educacionais)
- Fünf Vorreden zu fünf ungeschriebenen Büchern, 1872 (Cinco Prefácios em Cinco Livros Não Escritos) compreendendo:

1. Über das Pathos der Wahrheit (Do Pathos da Verdade)
2. Gedanken über die Zukunft unserer Bildungsanstalten (Reflexões sobre o futuro de nossas instituições educacionais)
3. Der griechische Staat (o estado grego)
4. Das Verhältnis der Schopenhauerischen Philosophie zu einer deutschen Cultur (A relação entre uma filosofia Schopenhaueriana e uma cultura alemã)
5. Homers Wettkampf (concurso de Homer)

- Die Geburt der Tragödie, 1872 (O Nascimento da Tragédia)
- Über Wahrheit und Lüge im außermoralischen Sinn, 1873 (Sobre a verdade e as mentiras em um sentido não moral)
- Die Philosophie im tragischen Zeitalter der Griechen (Filosofia na Idade Trágica dos Gregos)
- Unzeitgemässe Betrachtungen (Meditações Intempestivas) compreendendo:

1. David Strauss: der Bekenner und der Schriftsteller, 1873 (David Strauss: o Confessor e o Escritor)
2. Vom Nutzen und Nachtheil der Historie für das Leben, 1874 (Sobre o uso e abuso da história para a vida)
3. Schopenhauer als Erzieher, 1874 (Schopenhauer como Educador)
4. Richard Wagner em Bayreuth, 1876

- Menschliches, Allzumenschliches, 1878 (Humano, Demasiado Humano)
- Vermischte Meinungen und Sprüche, 1879 (Opiniões e Máximas Mistas)
- Der Wanderer und sein Schatten, 1880 (The Wanderer and His Shadow)
- Morgenröthe, 1881 (Aurora)
- Die fröhliche Wissenschaft, 1882, 1887 (A Gaia Ciência)
- Also sprach Zaratustra, 1883-5 (Assim falou Zaratustra)
- Jenseits von Gut und Böse, 1886 (Além do Bem e do Mal)
- Zur Genealogie der Moral, 1887 (A Genealogia da Moral)
- Der Fall Wagner, 1888 (O Caso de Wagner)
- Götzen-Dämmerung, 1888 (O Crepúsculo dos Ídolos)
- Der Antichrist, 1888 (O Anticristo)
- Ecce Homo, 1888
- Nietzsche contra Wagner, 1888
- Der Wille zur Macht, publicado pela primeira vez em 1901 (A Vontade de Poder, uma coleção póstuma e seletiva de notas arranjadas por sua irmã, que não são necessariamente representativas de Nietzsche)
- Minha irmã e eu (contestado como autêntico, supostos escritos de Nietzsche publicados postumamente enquanto estava institucionalizado no final de sua vida)

### Principais traduções para o inglês

#### O drama musical grego, 1870
- The Greek Music Drama, trad. Paul Bishop, introdução de Jill Marsden. Contra Mundum Press, 2013, ISBN 9780983697275

#### O Nascimento da Tragédia, 1872
- in: 'Basic Writings of Nietzsche', trad. Walter Kaufmann, Modern Library, 2000, ISBN 0-679-78339-3
- in: 'The Birth of Tragedy and Other Writings', trad. Ronald Speirs, Cambridge University Press, 1999, ISBN 0-521-63987-5 (também contém: 'A visão dionisíaca do mundo' e 'Sobre a verdade e a mentira em um sentido não moral')
- in: 'O Nascimento da Tragédia e o Caso de Wagner', trad. Walter Kaufmann, Vintage, 1967, ISBN 0-394-70369-3
- in: 'The Birth of Tragedy & the Genealogy of Morals', trad. Francis Golffing, Anchor Books, 1956, ISBN 0-385-09210-5
- trans. Shaun Whiteside, Penguin Classics, 1994, ISBN 0-14-043339-2

#### Considerações Extemporâneas, 1873–6
- trans. RJ Hollingdale, Cambridge University Press, 1997, ISBN 0-521-58584-8
- como: 'Unfashionable Observations', trad. Richard T. Gray, Stanford University Press, 1998, ISBN 0-8047-3403-8

#### Humano, demasiado humano, 1878
- trans. RJ Hollingdale, Cambridge University Press, 1996, ISBN 0-521-56704-1 (também contém: Mixed Opinions and Maxims, 1879 e The Wanderer and His Shadow, 1880)
- Humano, Muito Humano II e Fragmentos Não Publicados do Período Humano) Muito Humano (Primavera 1878- Outono 1879). Trans. Gary Handwerk, Stanford University Press, 1997, ISBN 0-8047-2665-5.

#### Aurora, 1881
- como: 'Daybreak', trad. RJ Hollingdale, Cambridge University Press, 1997, ISBN 0-521-59963-6

#### A Gaia Ciência, 1882, 1887
- trans. Walter Kaufmann, Vintage, 1974, ISBN 0-394-71985-9
- ed. Bernard Williams, trad. Josefine Nauckhoff e Adrián del Caro, Cambridge University Press, 2001, ISBN 0-521-63645-0

#### Assim falou Zaratustra, 1883–5
- trans. RJ Hollingdale, Penguin, 1961, ISBN 0-14-044118-2
- in: 'The Portable Nietzsche', trad. Walter Kaufmann, Penguin, 1977, ISBN 0-14-015062-5
- trans. Adrián del Caro, Cambridge University Press, 2006, ISBN 0-521-60261-0
- trans. Graham Parkes, Oxford University Press, 2005, ISBN 0-19-280583-5

#### Além do Bem e do Mal, 1886
- in: 'Basic Writings of Nietzsche', trad. Walter Kaufmann, Modern Library, 2000 ,ISBN 0-679-78339-3
- trans. Judith Norman, Cambridge University Press, 2001, ISBN 0-521-77913-8
- trans. RJ Hollingdale, Penguin Classics, 1973, ISBN 0-14-044267-7

#### Genealogia da Moral, 1887
- in: 'Basic Writings of Nietzsche', trad. Walter Kaufmann, Modern Library, 2000, ISBN 0-679-78339-3
- in: 'Sobre a genealogia da moral e Ecce Homo', trad. Walter Kaufmann e RJ Hollingdale, Vintage, 1989, ISBN 0-679-72462-1
- in: 'The Birth of Tragedy & the Genealogy of Morals', trad. Francis Golffing, Anchor Books, 1956, ISBN 0-385-09210-5
- como 'On the Genealogy of Morality', trad. Maudemarie Clark e Alan J. Swensen, Hackett Publishing Company, 1998, ISBN 0-87220-283-6
- in: 'Sobre a genealogia da moralidade e outros escritos', trad. Carol Diethe, Cambridge University Press, 1994, ISBN 0-521-40610-2 (também contém: 'O Estado grego', 1872 e 'Homero na competição', 1872)
- como 'On the Genealogy of Morals', trad. Douglas Smith, Oxford University Press, 1996, ISBN 0-19-283617-X (brochura)

#### O Caso Wagner, 1888
- in: 'Basic Writings of Nietzsche', trad. Walter Kaufmann, Modern Library, 2000, ISBN 0-679-78339-3
- in: 'O Nascimento da Tragédia e o Caso de Wagner', trad. Walter Kaufmann, Vintage, 1967, ISBN 0-394-70369-3
- in: 'O Anticristo, Ecce Homo, Crepúsculo dos Ídolos e Outros Escritos', trad. Judith Norman, Cambridge University Press, 2005, ISBN 0-521-01688-6 (também contém: 'O caso de Wagner', 1888 e 'Nietzsche contra Wagner', 1888)

#### O Crepúsculo dos ídolos, 1888
- in: 'The Portable Nietzsche', trad. Walter Kaufmann, Penguin, 1977, ISBN 0-14-015062-5
- trans. Richard Polt, Hackett Publishing Company, 1997, ISBN 0-87220-354-9
- in: 'Crepúsculo dos ídolos e o Anticristo', trad. RJ Hollingdale, Penguin Classics, 1990, ISBN 0-14-044514-5
- in: 'O Anticristo, Ecce Homo, Crepúsculo dos Ídolos e Outros Escritos', trad. Judith Norman, Cambridge University Press, 2005, ISBN 0-521-01688-6 (também contém: 'O caso de Wagner', 1888 e 'Nietzsche contra Wagner', 1888)
- trans. Duncan Large, Oxford World Classics, Oxford University Press, 1998, ISBN 0-19-283138-0
- Crepúsculo dos ídolos ou Como filosofar com um martelo. Tradução de Daniel Fidel Ferrer (2013). Grátis online. Além disso, inclui cartas e notas sobre Twilight of the Idols de Nietzsche.

#### O Anticristo, 1888
- in: 'Crepúsculo dos ídolos e o Anticristo', trad. RJ Hollingdale, Penguin Classics, 1990, ISBN 0-14-044514-5
- in: 'The Portable Nietzsche', trad. Walter Kaufmann, Penguin, 1977, ISBN 0-14-015062-5
- in: 'O Anticristo, Ecce Homo, Crepúsculo dos Ídolos e Outros Escritos', trad. Judith Norman, Cambridge University Press, 2005,ISBN 0-521-01688-6 (também contém: 'O caso de Wagner', 1888 e 'Nietzsche contra Wagner', 1888)
- como 'O Anticristo', trad. HL Mencken, Ver Sharp Press, 1999, ISBN 1-884365-20-5
- trans. Anthony M. Ludovici, Prometheus Books, 2000, ISBN 1-57392-832-1

#### Ecce Homo, 1888
- in: 'Basic Writings of Nietzsche', trad. Walter Kaufmann, Modern Library, 2000, ISBN 0-679-78339-3
- in: 'O Anticristo, Ecce Homo, Crepúsculo dos Ídolos e Outros Escritos', trad. Judith Norman, Cambridge University Press, 2005, ISBN 0-521-01688-6 (também contém: 'O caso de Wagner', 1888 e 'Nietzsche contra Wagner', 1888)
- trans. RJ Hollingdale, Penguin Books, 1993, ISBN 0-14-044515-3
- trans. Duncan Large, Oxford World Classics, Oxford University Press, 2007, ISBN 0-19-283228-X

#### Nietzsche contra Wagner, 1888
- in: 'The Portable Nietzsche', trad. Walter Kaufmann, Penguin, 1977, ISBN 0-14-015062-5
- in: 'O Anticristo, Ecce Homo, Crepúsculo dos Ídolos e Outros Escritos', trad. Judith Norman, Cambridge University Press, 2005, ISBN 0-521-01688-6 (também contém: 'O caso de Wagner', 1888 e 'Nietzsche contra Wagner', 1888)

#### Vontade de Podere outras coleções póstumas
- The Will to Power, ed. e trans. Walter Kaufmann, Vintage, 1968, ISBN 0-394-70437-1
- Writings from the Late Notebooks, ed. Rüdiger Bittner, Cambridge University Press, 2003, ISBN 0-521-00887-5
- Philosophy and Truth: Selections from Nietzsche's Notebooks of the Early 1870, ed. e trans. Daniel Breazeale, Prometheus Books, 1990, ISBN 1-57392-532-2
- Filosofia na Idade Trágica dos Gregos, trad. Marianne Cowan, Regnery Publishing, 1996, ISBN 0-89526-710-1
- The Pre-Platonic Philosophers, trad. Greg Whitlock, University of Illinois Press, 2001, ISBN 0-252-02559-8
- Unmodern Observations. [S.l.]: Yale University Press. 1990. ISBN 0-300-04311-20-300-04311-2
- Últimos Notebooks de Nietzsche 1888-1889. Junho de 2012. Tradução de Daniel Fidel Ferrer. Grátis online.
- Caderno de notas de Nietzsche de 1887-1888. Junho de 2012. Tradução de Daniel Fidel Ferrer. Grátis online.
- Lenzer Heide, de Nietzsche, Notas sobre o Niilismo Europeu. Julho de 2020. Tradução e ensaios de Daniel Fidel Ferrer. Grátis online.
- Os sete cadernos de notas de Nietzsche de 1876. 2020. Tradução de Daniel Fidel Ferrer. Grátis online.
- Os últimos vinte e dois cadernos de notas de Nietzsche: concluído [1886-1889], janeiro de 2021. Tradução de Daniel Fidel Ferrer. Grátis online.
- Anti-Education: On the Future of Our Educational Institutions. [S.l.]: New York Review of Books. Dezembro de 2015. ISBN 978-1590178942978-1590178942, cinco palestras dadas em 1872.
- Escritos não publicados do período de observações fora de moda, Obras completas de Friedrich Nietzsche. vol. 11 Tradução. Richard T. Gray. (Stanford, Califórnia: Stanford University Press, 1999).
- Fragmentos não publicados do período do Assim Falava Zaratustra (verão de 1882 a inverno de 1883/84). As Obras Completas de Friedrich Nietzsche. (Stanford, Califórnia: Stanford University Press, 2019).
- Fragmentos não publicados (primavera de 1885-primavera de 1886). As Obras Completas de Friedrich Nietzsche. (Stanford, Califórnia: Stanford University Press, 2019).
- Escritos dos primeiros cadernos. Cambridge University Press, 2009.

### Filologia
- Analecta Laertiana (1870)
- Beitrage zur Quellenkunde und Kritik des Laertius Diogenes (1870)
- De Fontibus Diogenis Laertii ("Sobre as Fontes de Diógenes Laertius"; Parte I: 1868, Parte II: 1869)
- Über die alten hexametrischen Nomen
- Über die Apophthegmata und ihre Sammler
- Über die literarhistorischen Quellen des Suidas
- Über die Quellen der Lexikographen

### Poesia
- Idyllen aus Messina escrito em 1882 (Idylls from Messina)
- Dionysos-Dithyramben, escrito em 1888, publicado em 1892 (Dionysian-Dithyrambs)
- O pavão e o búfalo: a poesia de Nietzsche, publicado em 8 de julho de 2010
- Dionysus-Dithyrambs Free em © The Nietzsche Channel.
- Os últimos vinte e dois cadernos de notas de Nietzsche: concluído [1886-1889], janeiro de 2021. Tradução de Daniel Fidel Ferrer. Grátis online. Veja o caderno de número 20, são 168 notas e quase todos poemas ou fragmentos de poemas. 20 [1-168] verão de 1888 (Páginas: 897-944). Observe o título em alemão: 20 = W II 10a. Sommer 1888. Livreto Octave. Encadernação: capa preta. Corte de cor vermelha em todos os lados. 212 páginas. Datado de dezembro de 1888 ao início de janeiro de 1889. Escrito por Nietzsche na metade do caminho; parte da frente para trás, parte de trás para frente.

### Música
Essa não é uma lista completa. Um título não datado foi composto durante o mesmo ano do título que o precedeu. Mais informações sobre muitas das obras listadas abaixo podem ser encontradas neste site com anotações no tempo de sua composição e neste site (ambos retratam o pensamento e o desenvolvimento musical de Nietzsche). A maioria das peças disponíveis para ouvir são trechos.
- Allegretto, para piano, antes de 1858, ouça
- Hoch tut euch auf, refrão, dezembro de 1858
- Einleitung (trad: Introdução), dueto de piano
- Phantasie, dueto de piano, dezembro de 1859
- Miserere, coro para 5 vozes, verão de 1860
- Einleitung (ou: Entwürfe zu einem Weihnachtsoratorium), oratório no piano, dezembro de 1861
- Hüter, ist die Nacht careca?, refrão (em fragmentos)
- Presto, dueto de piano
- Abertura para Strings (?)
- Aus der Tiefe rufe ich (?)
- Peça de Quarteto de Cordas (?)
- Schmerz ist der Grundton der Natur (?)
- Einleitung, abertura orquestral para piano
- Mein Platz vor der Tur, NWV 1, voz solo e piano, outono de 1861, ouça
- Heldenklage, piano, 1862
- Klavierstuck, piano
- Ungarischer Marsch, piano
- Zigeunertanz, piano
- Edes titok (ou: Still und ergeben), piano
- Aus der Jugendzeit, NWV 8, voz solo e piano, verão de 1862, ouça
- So lach doch mal, piano, agosto de 1862
- Da geht ein Bach, NWV 10b, ouça
- Im Mondschein auf der Puszta, piano, setembro de 1862
- Ermanarich, piano, setembro de 1862
- Mazurka, piano, novembro de 1862
- Aus der Czarda, piano, novembro de 1862, ouça
- Das zerbrochene Ringlein, NWV 14, maio de 1863, ouça
- Albumblatt, piano, agosto de 1863
- Wie sich Rebenranken schwingen, NWV 16, verão 1863, voz e piano, ouça
- Nachlang einer Sylvestenacht, dueto para violino e piano, 2 de janeiro de 1864, ouça
- Beschwörung, NWV 20, ouça
- Nachspiel, NWV 21, ouça
- Ständchen, NWV 22
- Unendlich, NWV 23, ouça
- Verwelkt, NWV 24, ouça
- Ungewitter, NWV 25, 1864, ouça
- Gern und Gerner, NWV 26, ouça
- Das Kind an die erloschene Kerze, NWV 27, ouça
- Es winkt und neigt sich, NWV 28, ouça
- Die junge Fischerin, NWV 29, voz e piano, junho de 1865, ouça
- O weint um sie, coro e piano, dezembro de 1865
- Herbstlich sonnige Tage, piano e 4 vozes, abril de 1867
- Adel Ich muss nun gehen, 4 vozes, agosto de 1870
- Das "Fragment an sich", piano, outubro de 1871
- Kirchengeschichtliches Responsorium, coro e piano, novembro de 1871
- Manfred-Meditation, 1872, versão final. 1877, ouça
- Monodie à deux (ou: Lob der Barmherzigkeit), piano, fevereiro de 1873
- Hymnus an die Freundschaft (trans: Hymn to Friendship; também: Festzug der Freunde zum Tempel der Freundschaft, trans: Festival de Amigos no Templo da Amizade), piano, 29 de dezembro de 1874, ouça
- Gebet an das Leben (trans: Prayer to Life), NWV 41, voz solo e piano, 1882, texto de Lou Andreas-Salome, ouça
- Hymnus an das Leben (trad.: Hino à Vida), coro e orquestra, verão de 1887

## Apócrifo
- Minha irmã e eu, supostamente traduzido por Oscar Levy, considerado por Walter Kaufmann e Denis Dutton uma falsificação.[1]

## Outro
Pensamentos fora da temporada, parte 1 é editada por Oscar Levy e traduzida por Anthony M. Ludovici. Foi publicado em 1909 por TN Foulis 13 e 15 Frederick St., Edimburgo e Londres. Ele está disponível na WWW em Thoughts Out of Season Part One. Contém David Strauss, o Confessor e o Escritor e Richard Wagner em Bayreuth.
C.G. Jung cita isso como sua primeira introdução a Nietzsche em sua autobiografia Memories, Dreams, Reflections (1989, página 102), e afirma ter sido "levado por seu entusiasmo".